# 萨兰德尔
萨兰德尔（法語：Salindres，法語發音：[salɛ̃dʁ]）是法国加尔省的一个市镇，属于阿莱斯区。

## 地理
萨兰德尔（44°10'17"N, 4°9'28"E）面积11.53 平方千米，位于法国奧克西塔尼大區加尔省，该省份为法国南部沿海省份，南端濒地中海，北起顺时针与阿尔代什省、沃克吕兹省、罗讷河口省、埃罗省、阿韦龙省和洛泽尔省接壤。
与萨兰德尔接壤的市镇（或旧市镇、城区）包括：蒙斯、鲁松、圣普里瓦德维约、塞尔瓦。

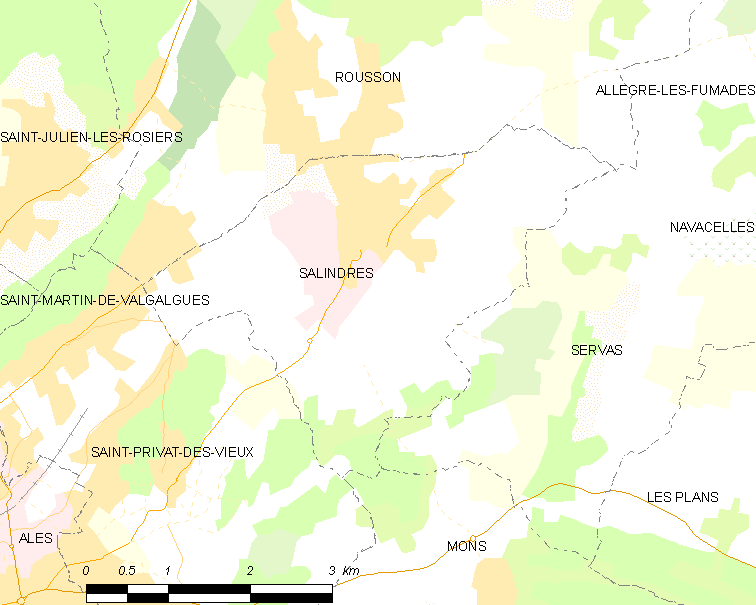
萨兰德尔的OSM定位图

萨兰德尔的时区为UTC+01:00、UTC+02:00（夏令时）。

## 行政
萨兰德尔的邮政编码为30340，INSEE市镇编码为30305。

## 政治
萨兰德尔所属的省级选区为阿莱斯第二县。

## 人口

1962-2008年间萨兰德尔人口变化图示

萨兰德尔于2022年1月1日时的人口数量为3648人。